# Büren (Germania)
Büren è una città di 21 328 abitanti della Renania Settentrionale-Vestfalia, in Germania.
Appartiene al distretto governativo (Regierungsbezirk) di Detmold ed al circondario (Kreis) di Paderborn (targa PB).

## Amministrazione

### Gemellaggi
La città è gemellata con:
- Ignalina